# Tærø
Tærø är en privatägd ö i Danmark. Den ligger i Region Själland, i den sydöstra delen av landet. Arean är 1,5 kvadratkilometer. På ön finns främst jordbruksmark och gräsmarker.
Tærø är obebodd, men betas av en flock hästar. Terrängen är mycket platt. Öns högsta punkt är 8 meter över havet. Den sträcker sig 1,5 kilometer i nord-sydlig riktning, och 2,8 kilometer i öst-västlig riktning.